# 성 베드로 사제 형제회
성 베드로 사제 형제회(라틴어: Fraternitas Sacerdotalis Sancti Petri, 영어: 
The Priestly Fraternity of Saint Peter, 약칭 FSSP)는 교황과 일치해 있는 전통 가톨릭 성향의 로마 가톨릭교회 사도 생활단이다.

## 교회법적 지위
성 베드로 사제 형제회는 교회법에 따라 교황의 인가를 받은 합법적인 성직 사도 생활단이다. 봉헌 생활회가 아니기 때문에 회원들은 그 어떤 수도 서원도 하지 않지만, 성직자로서 정결한 독신 생활과 더불어 교회 장상에 대한 순명과 회헌의 규정을 충실히 따를 것을 맹세하는 서약식을 한다. 성 베드로 사제 형제회의 교회법적 위치는 교황에 의해 직접 세워진 것이며, 기본적으로 일반 행정과 활동은 지역 주교(교구장 주교)보다는 교황청 하느님의 교회 위원회에서 관리 감독하고 있다. 지역 주교는 만약 성 베드로 사제 형제회가 자신의 교구에 진출했을 경우 수도 단체와 마찬가지로 경신례의 공적 수행, 영혼들의 사목 등 사제직에 고유한 특권과 사도적 수행에 관련된 여러 가지 활동 등에 있어서는 자신의 권하에 예속시킬 수 있다.

## 사명과 카리스마
성 베드로 사제 형제회의 사제들과 신학생들은 제2차 바티칸 공의회에 따른 전례 개혁 이전에 있었던 로마 전례 양식의 미사 및 기타 성사들을 집전하는 특별한 카리스마를 수행함으로써 그리스도인으로서의 완덕에 다다르는 것을 목표로 추구하고 있다. 따라서 성 베드로 사제 형제회원들은 로마 미사 경본과 더불어 성무일도서, 로마 주교 예식서, 로마 예식서 등은 모두 제2차 바티칸 공의회 이후 이어진 전례 개혁 이전에 마지막으로 간행한 판본만을 사용하고 있다.
2007년 교황 베네딕토 16세가 1970년 전례 개혁 이전의 로마 전례 사용에 관한 자의교서 《교황들》(Summorum Pontificum)을 발표함에 따라 굳이 성 베드로 사제 형제회 소속 사제가 아니더라도 라틴 전례를 따르는 사제라면 누구나 ‘트리엔트 미사’ 또는 ‘전통 라틴 미사’라고도 불리는 옛 미사 양식을 집전할 수 있도록 전면 허용하였다.

## 창설
성 베드로 사제 형제회는 과거 마르셀 르페브르 대주교가 창설한 성 비오 10세회에 소속되어 있었던 요제프 비시크 신부가 열두 명의 사제와 소수의 신학생을 데리고 나와 1988년 7월 18일 스위스 오트리브 수도원에서 만든 단체이다. 그들은 르페브르 대주교가 교황 요한 바오로 2세의 승인 없이 독단적으로 네 명의 주교를 서임하는 이교적 행동을 저지른 이유로 파문되어 교회의 분열이 일어난 것에 대해 염려하여 르페브르 대주교를 더는 따르지 않기로 하였다. 요제프 비시크 신부는 훗날 성 베드로 사제 형제회의 초대 총장이 되었다.

## 조직
2011년 10월 통계에 따르면, 성 베드로 사제 형제회원 수는 총 392명이다. 이 가운데 228명은 사제이며, 10명은 부제, 154명은 신학생이다. 이들은 오스트레일리아, 오스트리아, 베냉, 캐나다, 콜롬비아, 프랑스, 독일, 영국, 아일랜드, 이탈리아, 멕시코, 나이지리아, 폴란드, 스위스, 미국 등지에 있는 117개 교구에 진출해있다. 성 베드로 사제 형제회원의 국적은 총 35개국이며, 평균 연령은 36세이다. 성 베드로 사제 형제회를 영적으로 지원하는 평신도 수는 현재 3,867명이다.